# Línea Ōtemachi

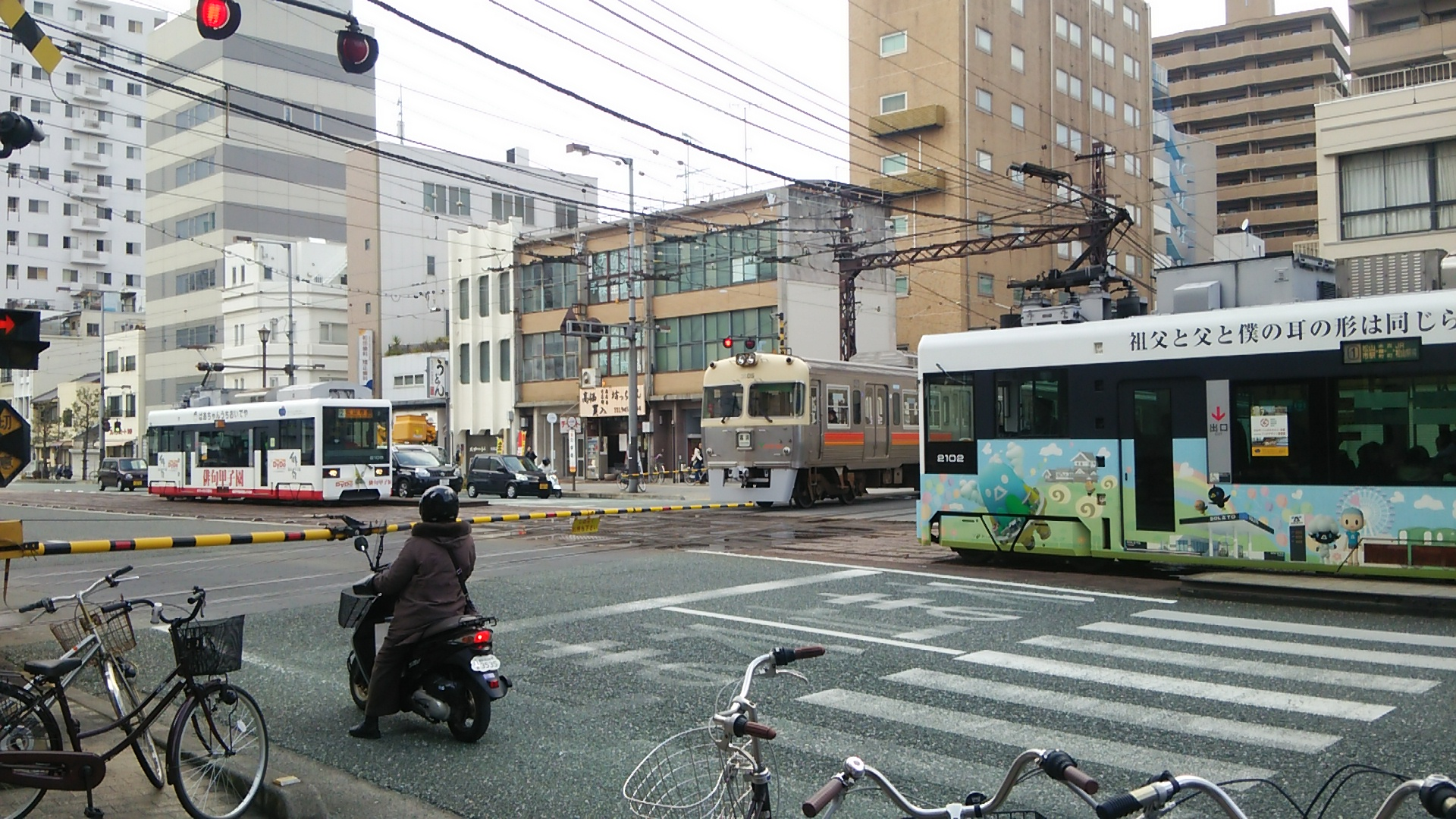
Estación Ōtemachi intersección con línea Takahama

La línea Ōtemachi (大手町線 Ōtemachi-sen?) es una de las líneas de tranvía del Ferrocarril Iyo. Se extiende desde la estación Komachi (古町駅 Komachi-eki?) hasta la Estación Nishi-Horibata (西堀端停留場 Nishihoribata-teiryūjō?), ambas en la ciudad de Matsuyama de la prefectura de Ehime.

## Características
En cercanías de ambas cabeceras, la línea de tranvía urbana Ootemachi se cruza con la línea Takahama de servicios locales. En su momento este tipo de cruces se podía apreciar en varios puntos de Japón, pero actualmente es el único lugar donde sigue existiendo.

## Datos
- Distancia total: 1,4 km
- Ancho de vía: 1067mm
- Cantidad de estaciones: 5 (incluidas las cabeceras)
- Cantidad de vías
  - Komachi ~ Matsuyama Ekimae (una vía)
  - Matsuyama Ekimae ~ Nishihoribata (dos vías)
- Electrificación: toda la línea (DC600V)

## Recorrido
1. Estación Komachi (古町駅 Komachi-eki?), combinación con la línea local Takahama, y la línea urbana Jōhoku.
2. Estación Miyatachō (宮田町停留場 Miyatachō-teiryūjō?)
3. Estación Estación JR Matsuyama (JR松山駅前停留場 Jeiāru-matsuyama-ekimae-teiryūjō?), combinación con la línea local Yosan del JR Shikoku en Estación Matsuyama.
4. Estación Estación Ōtemachi (大手町駅前停留場 Ōtemachi-ekimae-teiryūjō?), combinación con la línea local Takahama en Estación Ōtemachi (大手町駅 Ōtemachi-eki?).
5. Estación Nishi-Horibata (西堀端停留場 Nishihoribata-teiryūjō?), combinación con las líneas urbanas Jōnan y Honmachi.

### Ramales
Los ramales 1 y 2, y el tren de Botchan recorren la línea Ōtemachi en su totalidad.
Los primeros servicios de la mañana del ramal 5 parten de la estación Komachi como ramal 2 hasta llegar a la estación Matsuyama Ekimae. Los últimos servicios de la noche llevan un cartel que dice "Komachi" y sin número de ramal.
El ramal 5 sólo recorre la línea Ootemachi entre las estaciones Matsuyama Ekimae y Nishihoribata.
- Ramal 1 (Circunvalación en sentido horario): Estación Matsuyamashi → Línea Hanazono → Minami-Horibata → Línea Jōnan → Nishi-Horibata → Línea Ōtemachi → Komachi → Línea Jōhoku → Heiwadōri 1 → Línea Renraku → Kami-Ichiman → Línea Jōnan → Minami-Horibata → Línea Hanazono → Estación Matsuyamashi
- Ramal 2 (Circunvalación en sentido contra horario): Estación Matsuyamashi → Línea Hanazono → Minami-Horibata → Línea Jōnan → Kami-Ichiman → Línea Renraku → Heiwadōri 1 → Línea Jōhoku → Komachi → Línea Ōtemachi → Nishi-Horibata → Línea Jōnan → Minami-Horibata → Línea Hanazono → Estación Matsuyamashi
- Ramal 5 (ramal JR): Estación JR Matsuyama → Línea Ōtemachi → Nishi-Horibata → Línea Jōnan → Onsen de Dōgo
- Tren de Botchan (坊っちゃん列車 Botchan-ressha?): Komachi → Estación JR Matsuyama → Nishi-Horibata → Ōkaidō → Kami Ichiman → Onsen de Dōgo

## Historia
- 1927: el 3 de abril se inaugura el tramo entre las estaciones Komachi y Estación Ferrocarriles Nacionales Japoneses (国鉄駅前停留場 Kokutetsu-ekimae-teiryūjō?). En la actualidad esta última se denomina estación Estación JR Matsuyama.
- 1936: el 1° de mayo se inaugura el tramo entre las estaciones Estación Ferrocarriles Nacionales Japoneses y Nishi-Horibata.